# Solenopsis zeteki
Solenopsis zeteki é uma espécie de formiga do gênero Solenopsis, pertencente à subfamília Myrmicinae.